# Juan Cruz Benvenuti
Juan Cruz Benvenuti (Mar del Plata, Buenos Aires; 16 de septiembre de 1996) es un piloto argentino de automovilismo. Desarrolló su carrera deportiva compitiendo en categorías zonales y nacionales de su país, tanto de monoplazas como de turismos. Debutó a nivel nacional en el año 2012, ingresando a la Fórmula 4 Nueva Generación. Compitió además en las divisionales TC Mouras, Pista Mouras, TC Pista y Turismo CarreteraAsociación Corredores de Turismo Carretera.
Fue subcampeón de la categoría Fórmula Metropolitana en el año 2014, mientras que en 2018 obtuvo el campeonato de la divisional TC Pista al comando de un Torino Cherokee atendido por el equipo Laboritto Jrs. Racing.
Si bien nació en la ciudad de Mar del Plata, actualmente tiene fijada su residencia en la localidad de Villa La Angostura, Provincia del Neuquén.

## Biografía
Sus inicios tuvieron lugar en el ambiente del karting, donde compitió entre los años 2001 y 2011 en las diferentes divisionales de la disciplina (promocional, pre júnior y júnior), donde tras 69 competencias y 32 victorias, obtuvo la posibilidad de probar un monoplaza de la Fórmula Renault 1.6, tras lo cual finalmente concretó su debut a nivel profesional en la Fórmula Patagónica.
En 2012, debutó a nivel nacional compitiendo en la Fórmula 4 Nueva Generación, bajo el ala del equipo Tati Race Team. Al mismo tiempo, supo alternar su paso por esta categoría compitiendo en la Fórmula Patagónica y terminó concretando su debut en la Fórmula Metropolitana, presentándose en la competencia anual para debutantes y no ganadores.
Tras estas experiencias, en 2013 decidió volcarse de lleno a la Fórmula Metropolitana, logrando su primera victoria la competencia para debutantes y no ganadores, mientras que en 2014 alcanzó el subcampeonato en su segunda temporada completa, por detrás del desaparecido campeón Denis Martin.
Sus resultados obtenidos en la Fórmula Metropolitana le terminaron abriendo las puertas de su primera categoría de turismos, al debutar en el año 2015 en la divisional TC Pista Mouras. Su debut se produjo al comando de un Chevrolet Chevy atendido por el equipo Coiro Dole Racing, con el cual clasificó a la fase final del campeonato, culminando en la novena colocación del torneo. Al finalizar la temporada, fue autorizado a ascender de categoría, por lo que en 2016 se produjo su debut en la divisional TC Mouras.
Tras haber sido autorizado su ascenso, continuó compitiendo con la marca Chevrolet en el TC Mouras, recibiendo en esta oportunidad la atención de la escuadra Laboritto Jrs. Racing. En esta categoría, Benvenuti obtuvo su primera victoria en la 4ª fecha, corrida el 10 de abril de 2016 en el Autódromo Roberto Mouras. Su tarea en este campeonato continuó su camino, logrando una nueva clasificación a fase de definición, cerrando el año en la séptima colocación y logrando un nuevo ascenso en su carrera deportiva.
En 2017 continuó ligado al Laboritto Jrs. Racing y a la marca Chevrolet para concretar su debut en la divisional TC Pista, donde volvió a erigirse como protagonista al obtener su primer triunfo en la octava fecha corrida el 05 de agosto de 2017 en el Autódromo Oscar y Juan Gálvez. La obtención de este triunfo, le valió una nueva clasificación a fase de definición, cerrando el año con grandes chances de proclamarse campeón al finalizar tercero en los playoffs y quinto en el Campeonato General.
La temporada 2018 se presentó con importantes cambios para Benvenuti, ya que a pesar de seguir ligado a la familia Laboritto en la atención, por primera vez cambió de marca al pasar de Chevrolet a Torino. Esta temporada marcó la consagración de Benvenuti en el automovilismo nacional, al conquistar finalmente el campeonato de la divisional TC Pista, gracias a sus victorias obtenidas en la sexta y undécima fecha, corridas el 22 de abril de 2018 y el 30 de septiembre de 2018, en los autódromos de Concepción del Uruguay y Villa Mercedes (San Luis), respectivamente. Este año tuvo su punto de coronación al producirse su debut en la divisional Turismo Carretera, al ser invitado a la competencia especial de los 1000 km de Buenos Aires, formando parte de la tripulación capitaneada por Leonel Pernía. Este debut tuvo un resultado exitoso, al acceder la tripulación al segundo escalón del podio, por detrás de los ganadores, capitaneados por Agustín Canapino.

## Trayectoria
| Año       | Categoría                                            | Automóvil       |
| --------- | ---------------------------------------------------- | --------------- |
| 2001-2011 | Piloto de karts                                      | Karting         |
| 2011      | Debut en Fórmula Patagónica                          | Crespi-Renault  |
| 2012      | Debut en Fórmula 4 Nueva Generación                  | Crespi-Renault  |
| 2012      | Fórmula Patagónica, 3 carreras                       | Crespi-Renault  |
| 2012      | Debut en Fórmula Metropolitana, 1 carrera            | Crespi-Renault  |
| 2013      | Fórmula Metropolitana                                | Crespi-Renault  |
| 2014      | Subcampeón de Fórmula Metropolitana                  | Crespi-Renault  |
| 2015      | Debut en TC Pista Mouras                             | Chevrolet Chevy |
| 2016      | Debut en TC Mouras                                   | Chevrolet Chevy |
| 2017      | Debut en TC Pista                                    | Chevrolet Chevy |
| 2017      | Torneo de pilotos invitados de TC Mouras             | Chevrolet Chevy |
| 2018      | Campeón de TC Pista                                  | Torino Cherokee |
| 2018      | Torneo de pilotos invitados de TC Mouras             | Chevrolet Chevy |
| 2018      | Invitado a los 1000 km de Buenos Aires (debut en TC) | Torino Cherokee |

- [11]

### Resultados completos TC Pista Mouras
| Año               | Año             | Fechas | Fechas | Fechas | Fechas | Fechas | Fechas | Fechas | Fechas | Fechas | Fechas | Fechas | Fechas | Fechas | Fechas | Posición final     |
| Equipo            | Automóvil       | Fechas | Fechas | Fechas | Fechas | Fechas | Fechas | Fechas | Fechas | Fechas | Fechas | Fechas | Fechas | Fechas | Fechas | Posición final     |
| ----------------- | --------------- | ------ | ------ | ------ | ------ | ------ | ------ | ------ | ------ | ------ | ------ | ------ | ------ | ------ | ------ | ------------------ |
| 2015              | 2015            | 01     | 02     | 03     | 04     | 05     | 06     | 07     | 08     | 09     | 10     | 11     | 12     | 13     | 14     | 9º (304.50 puntos) |
| Coiro Dole Racing | Chevrolet Chevy |        |        |        |        |        |        |        |        |        |        |        |        |        |        | 9º (304.50 puntos) |
| Coiro Dole Racing | Chevrolet Chevy | 9º     | 8º     | 6º     | 10     | 5º     | 6º     | NP     | 26     | 8º     | 9º     | 4º     | 9º     | 20º    | SV     | 9º (304.50 puntos) |

### Resultados completos TC Mouras
| Año                 | Año             | Fechas | Fechas | Fechas | Fechas | Fechas | Fechas | Fechas | Fechas | Fechas | Fechas | Fechas | Fechas | Fechas | Fechas | Fechas | Posición final     |
| Equipo              | Automóvil       | Fechas | Fechas | Fechas | Fechas | Fechas | Fechas | Fechas | Fechas | Fechas | Fechas | Fechas | Fechas | Fechas | Fechas | Fechas | Posición final     |
| ------------------- | --------------- | ------ | ------ | ------ | ------ | ------ | ------ | ------ | ------ | ------ | ------ | ------ | ------ | ------ | ------ | ------ | ------------------ |
| 2016                | 2016            | 01     | 02     | 03     | 04     | 05     | 06     | 07     | 08     | 09     | 10     | 11     | 12     | 13     | 14     | 15     | 7º (491.25 puntos) |
| Laboritto Jrs. Team | Chevrolet Chevy |        |        |        |        |        |        |        |        |        |        |        |        |        |        |        | 7º (491.25 puntos) |

## Palmarés
| Título     | Categoría         | Automóvil       | Año  |
| ---------- | ----------------- | --------------- | ---- |
| Subcampeón | turismo carretera | torino cherokee | 2020 |
| Campeón    | TC Pista          | Torino Cherokee | 2018 |